# Karl Schnoering
Karl Schnoering (geboren 5. Oktober 1886 in Gelsenkirchen; gestorben 10. Juli 1966) war ein deutscher Jurist, Landgerichtsrat, Ministerialrat und nationalsozialistischer Generalstaatsanwalt.

## Leben
Karl Schnoering schloss zu Ostern 1905 sein Abitur in Duisburg ab und begann ein Studium der Rechtswissenschaft in Tübingen, Halle und Münster, welches er 1909 abschloss. In Tübingen wurde er Mitglied der Studentenverbindung Landsmannschaft Schottland.  Das erste juristische Staatsexamen legte er im März 1909 in Hamm ab, wurde Referendar und im August 1914 Assessor. Er nahm am Ersten Weltkrieg teil, wurde aber bereits 1915 als kriegsuntauglich aus der Armee entlassen. Von Februar 1915 bis Sommer 1919 war er dann als Rechtsanwalt und Notarvertreter an den OLG Hamm und Celle tätig. Anschließend ging er bis 1926 als Staatsanwalt nach Aurich und Hannover. 1926/27 war er Amts- und Landgerichtsrat in Elberfeld und ging dann in gleicher Position nach Hannover. Noch während der Weimarer Republik trat er Anfang 1932 der NSDAP (Mitgliedsnummer 878.147) bei.
Nach der Machtergreifung wurde er 1933 zunächst Justiziar an der Hochschulabteilung bei dem Reichserziehungsminister Bernhard Rust, um ab dem Folgejahr 1934 in Düsseldorf als Generalstaatsanwalt der dortigen Generalstaatsanwaltschaft zu wirken. Ab 1933 war er auf die Liste der NSDAP gewählt, Bürgervorsteher der Stadt Hannover. Nachdem sich mit der Dortmunder Parteiführung überworfen hatte, wurde er 1937 als Generalstaatsanwalt nach Celle an das Celler Oberlandesgericht versetzt als Nachfolger des zum Oberreichsanwalt beim Volksgerichtshof beförderten Friedrich Parey.
Während des Zweiten Weltkrieges nahm Schnoering 1941 – zusammen mit den höchsten Juristen des Reiches – an der Tagung zur „Vernichtung lebensunwerten Lebens“ und „Scheinlegalisierung des Krankenmords“ teil.
In der Nachkriegszeit verlagerte Schnoering seinen Wohnsitz nach Hannover.
Karl Schnoering starb am 10. Juli 1966 kurz vor Vollendung seines 80. Lebensjahres.